# 1867 في فرنسا
فيما يلي قوائم الأحداث التي وقعت خلال عام 1867 في فرنسا.

## كتب
من الكتب التي صدرت هذه السنة في فرنسا:
- 1 يناير – تيريز راكون من تأليف إميل زولا.

## مواليد

### فبراير
- 5 فبراير – كرا دي فو مستشرق فرنسي.

### مارس
- 10 مارس – إكتور غيمار مهندس معماري فرنسي.[1]

### أبريل
- 26 أبريل – لوسيان سان سياسي فرنسي.[2]

### يونيو
- 11 يونيو – شارل فابري فيزيائي فرنسي.[3]

### يوليو
- 15 يوليو – جان باتيست شاركو[4]
- 19 يوليو – أندريه لالاند فيلسوف فرنسي.[5]

### أكتوبر
- 3 أكتوبر – بيير بونرد[6]

### نوفمبر
- 17 نوفمبر – هنري غورو[7]

### ديسمبر
- 26 ديسمبر – جوليان بيندا[8]

## وفيات

### يناير
- 2 يناير – دي فرجيه (مواليد 1805)[9]
- 14 يناير – جان أوغست دومينيك آنغر (مواليد 1780) رسام فرنسي.[10]
- 14 يناير – فكتور كوزان (مواليد 1792) فيلسوف فرنسي.[11]

### فبراير
- 6 فبراير – سالومون منك (مواليد 1803)

### مايو
- 14 مايو – جوزيف توسان رينو (مواليد 1795)[12]

### يونيو
- 23 يونيو – أرماند تروسو (مواليد 1801) طبيب فرنسي.[13]

### أغسطس
- 24 أغسطس – ألفرد أرمان لوي ماري فلبو (مواليد 1795)[14]
- 31 أغسطس – شارل بودلير (مواليد 1821) شاعر فرنسي.[15]

### سبتمبر
- 27 سبتمبر – ألبير أوغست بيردونيه (مواليد 1801) مهندس فرنسي.[16]

### ديسمبر
- 22 ديسمبر – تيودور روسو (مواليد 1812) رسام فرنسي.[17]
- 22 ديسمبر – جان فيكتور بونسيليه (مواليد 1788)[18]